# 観潮橋

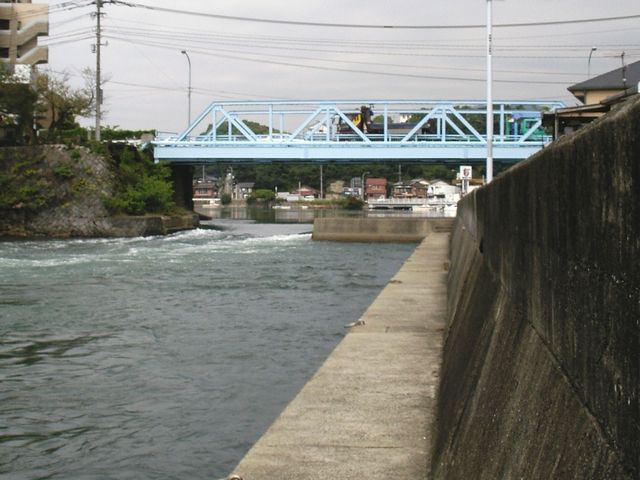
観潮橋

観潮橋（かんちょうばし）とは、長崎県佐世保市早岐2丁目と、針尾島に位置する有福町を結ぶトラス橋である。

## 概要
外洋との出入り口が2つしかない閉鎖性海域の大村湾。2つの出入り口のうち、早岐瀬戸の最も狭い場所に架けられている橋である（もうひとつの出入り口、針尾瀬戸にかかるのが、西海橋と新西海橋である）。
外洋との干満の差から、桁下の潮の流れは急であり、満ち潮、引き潮のたびに、右に左に潮の流れが変わる。そういった潮の流れを眺めることができることから「観潮橋」と名づけられた。近年では、この急流を楽しむカヌー愛好家の姿が見られる様になった。
奈良時代には、川でもないのに、水が流れるような急流が生じることから、『肥前国風土記』には「早来の瀬戸」と記された。後に「早来(はやき)」が転じ、周辺の地名が「早岐（はいき）」になったといわれている。また、江戸時代には当時の早岐を治めていた平戸藩主の松浦熈により平戸八景の1つ「潮目」として入れられている。
佐世保鎮守府が置かれた明治期以降には、現在、橋が架かる場所の周辺に料亭が設けられるなど、風光明媚な場所としても親しまれた。
また、映画『69 sixty nine』のロケ地の1つになっており、主人公が橋から飛び込むシーンがある（実際の早岐瀬戸は現在飛び込んだり遊泳することは禁止されている）。
なお橋の命名は当時早岐駅駅長をしていた原田謙一によるもの。

## アクセス
- JR早岐駅から徒歩で約10分
- 路線バス：西肥バス「早岐田子の浦」、「早岐中町」または「観潮橋」下車